# Tranemo község
Tranemo község (svédül: Tranemo kommun) Svédország 290 községének egyike. 
A mai község 1971-ben jött létre.
A község címerében egy daru látható egy üvegfújópálcát tartva. Az üvegfújás a község egyik hagyományos iparága.

## Települései
A községben 13 település található:
| Település  | Népesség | Megjegyzés         |
| ---------- | -------- | ------------------ |
| Tranemo    |          | a község székhelye |
| Limmared   |          |                    |
| Länghem    |          |                    |
| Dalstorp   |          |                    |
| Grimsas    |          |                    |
| Ambjörnarp |          |                    |
| Ljungsarp  |          |                    |
| Uddebo     |          |                    |
| Sjötofta   |          |                    |
| Nittorp    |          |                    |
| Ölsremma   |          |                    |
| Hulared    |          |                    |
| Månstad    |          |                    |

## Külső hivatkozások
- Hivatalos honlap